# Mayhem in Monsterland
Mayhem in Monsterland è un videogioco a piattaforme con protagonista un piccolo dinosauro, pubblicato nel 1993 per Commodore 64 dalla Apex Computer Productions. Uscito piuttosto tardi nella vita commerciale del Commodore 64, ricevette alcuni giudizi estremamente positivi dalla stampa, tra cui un eccezionale voto del 100% dalla rivista britannica Commodore Format.
Mayhem in Monsterland in versione emulata per Wii è stato reso disponibile per le Virtual Console europee online il 17 ottobre 2008. Sempre nel 2008 la Psytronik Software, società specializzata nella vendita per posta di titoli per il retrogaming, pubblicò una versione rimasterizzata per Commodore 64 per il 15º anniversario.
Nel 2004 venne pubblicato un seguito per BlackBerry e J2ME con lo stesso protagonista, Mayhem's Magic Dust, dalla Infinite Lives Ltd, una nuova piccola società dei fratelli Rowlands, già fondatori della Apex.

## Trama
Il protagonista del videogioco, Mayhem (traducibile "caos, confusione"), è un piccolo dinosauro giallo dall'aspetto stile cartone animato. Il suo obiettivo è far ritornare il suo mondo da triste a felice, liberandolo dai mostri che l'hanno infestato e dalla colorazione grigia che ha visibilmente assunto il paesaggio. La trasformazione del luogo in Mosterland è stata causata involontariamente dagli esperimenti magici di Theo Saurus, un dinosauro più grande, amico di Mayhem. Ora il protagonista deve procurare a Theo Saurus, che sta nascosto in una caverna, sufficiente polvere magica per riportare il mondo al suo aspetto normale. Fatto questo dovrà anche recuperare le stelle magiche che sono rimaste sparse in giro.

## Modalità di gioco
Il gioco si svolge in un ambiente bidimensionale con visuale di lato e scorrimento orizzontale libero in entrambi i sensi. Il giocatore controlla Mayhem e può correre in orizzontale a velocità crescente, con inerzia per accelerare e decelerare. Può saltare a diverse altezze, in proporzione al tempo di spinta del joystick verso l'alto, e saltando può passare attraverso certi tipi di piattaforme, mentre altre costituiscono soffitti non oltrepassabili. Può abbassarsi e quando è abbassato, se si trova su una piattaforma oltrepassabile, può anche scendere direttamente sotto la piattaforma. Solo dopo aver ottenuto il necessario power-up può anche prendere una velocità molto alta e caricare i nemici con il proprio corno nasale. Cambiando direzione durante la super velocità può fare scivolate. In alcuni punti si può andare sott'acqua, che ha solo l'effetto di rallentare Mayhem.
Ci sono 5 livelli corrispondenti a zone diverse (Jellyland, Pipeland, Spottyland, Cherryland e Rockland), ciascuno da affrontare in due parti. Nella prima parte la zona è "triste" e ha un aspetto grigio con lampi nel cielo; l'obiettivo è raccogliere tutti i sacchetti di polvere magica, che possono essere rilasciati dai nemici eliminati, e infine portarli a Theo Saurus. Completata questa fase la zona diventa "felice" e riprende colori, cielo sereno e creature dall'aspetto diverso (ma sempre ostili); stavolta l'obiettivo è raccogliere una certa quota di stelle sparse per il livello, ma è possibile raccoglierne anche di più, e infine raggiungere l'uscita.
I nemici sono diversi tipi di creature, 34 in tutto, e normalmente possono essere eliminati saltandogli sopra oppure investendoli con la carica. Molti dei mostri camminano e sono pericolosi se toccati, ma ce ne sono anche che sparano, volano, nuotano, rubano le stelle, o sono molto più grossi. Nelle zone felici ci sono mostri che richiedono di essere colpiti due o tre volte. Più avanti compaiono mostri con spine, anche retrattili, che sono letali anche se ci si salta sopra o si carica, oppure con gusci che fanno rimbalzare lontano Mayhem; per eliminarli occorre trovare i punti deboli.
Mayhem può essere colpito dai nemici due volte prima di perdere una vita, sebbene possa morire direttamente se precipita fuori dallo schermo. Vengono date anche alcune possibilità di continuare dopo l'esaurimento delle vite.
Alcuni mostri eliminati possono rilasciare, oltre ai sacchetti nelle zone tristi, dei bonus da raccogliere. Tra questi, il power-up per poter caricare (basta ottenerlo una volta per tutta la partita), invincibilità temporanea, stelle extra, vita extra, annullamento del primo colpo ricevuto, tempo aggiuntivo, moltiplicatore dei punti. Sugli scenari ci sono anche molti luoghi segreti, apparentemente non passabili, in cui trovare bonus.

## Sviluppo
Mayhem in Monsterland venne sviluppato principalmente dai fratelli gemelli John e Steve Rowlands, fondatori dell'azienda britannica Apex Computer Productions, già nota per il successo Creatures. John curò design e programmazione e Steve design, grafica e sonoro, con contributi aggiuntivi di Andy Roberts. La Apex, società di sviluppo, questa volta si occupò in proprio anche della pubblicazione.
Una caratteristica tecnica importante fu lo scorrimento, che per le capacità del Commodore 64 era estremamente fluido e colorato. I Rowlands dichiaravano che il programma riesce a utilizzare 68 kB di RAM, apparentemente impossibile su un computer che ne ha a disposizione 64, sfruttando la memoria nascosta sotto certe aree di ROM.